# 哈查普卡拉山 (因基西維省)
16°45′53″S 67°22′11″W / 16.76472°S 67.36972°W
哈查普卡拉山（Jach'a Pukara），是玻利維亞的山峰，位於該國西部拉巴斯省因基西維縣，屬於安第斯山脈的一部分，該山峰海拔高度約3,386米。